# اندیس مارن (شماره۳۳۷۶)
مارن(شماره۳۳۷۶) یک اندیس مصالح ساختمانی است که در  استان فارس قرار دارد و مادهٔ معدنی موجود در آن، مارن است.سنگ میزبان این اندیس شیست های مختلف،آمفیبولیت و سنگ آهک تاحدودی دگرگون شده است  